# Phereoeca allutella
Phereoeca allutella är en fjärilsart som beskrevs av Hans Rebel 1892. Phereoeca allutella ingår i släktet Phereoeca och familjen äkta malar. Inga underarter finns listade i Catalogue of Life.